# Achau
Achau là một thị xã thuộc huyện Mödling trong bang Niederösterreich.